# Strobliola
Strobliola is een vliegengeslacht uit de familie van de halmvliegen (Chloropidae).

## Soorten
- S. albidipennis Czerny in Czerny & Strobl, 1909